# Пожгурт
Пожгу́рт (рос. Пожгурт) — присілок у складі Селтинського району Удмуртії, Росія.

## Населення
Населення — 110 осіб (2010; 132 в 2002).
Національний склад станом на 2002 рік:
- удмурти — 79 %

## Урбаноніми[3]
- вулиці — Виробнича, Пожгуртська, Польова